# El callejón (película)
El callejón (conocida en algunos países como Blind Alley) es una película de suspenso y terror de 2011, dirigida por Antonio Trashorras, que a su vez la escribió, musicalizada por Alfons Conde, en la fotografía estuvo Javier Salmones y protagonizada por Ana de Armas, Diego Cadavid y Leonor Varela, entre otros. El filme se estrenó el 14 de octubre de 2011.

## Sinopsis
Transcurre una noche de invierno en una población de la costa, en donde Rosa se ve forzada a lavar su ropa en una lavandería autoservicio ubicada en un sombrío y solitario callejón. Ahí padecerá el acoso de un homicida en serie. Apartada y sin poder irse del limitado lugar de la lavandería, Rosa estará sumida en el cruel juego del gato y el ratón que impondrá el desequilibrado.